# Classe Kaliningradneft'
Le unità appartenenti alla classe Kaliningradneft' sono petroliere militari leggere entrate in servizio con la marina sovietica a partire dagli anni ottanta. La classificazione russa per queste navi è probabilmente Voenyj Tanker (VT, ovvero petroliera militare).

## Tecnica e servizio
Le Kalinigradneft' hanno una buona capacità complessiva di carico. Infatti, sono in grado di trasportare 5.263 tonnellate di carburante ed 80 metri cubi di altre merci solide.
La costruzione è avvenuta in Finlandia a Rauma, presso il cantiere navale di Rauma-Repola. La classe in origine era composta da oltre 20 unità: di queste, due erano in servizio con la marina sovietica, mentre le altre servivano per le operazioni di supporto alla flotta di pescherecci dell'URSS.
Oggi ne sopravvive solo una, la Vjaz'ma, entrata in servizio nel 1983 ed operativa con la Flotta del Nord. L'altra unità in servizio con la flotta, la Argun', è stata venduta a privati nel 1996.